# Trinktablette
Trinktabletten (Disperstabletten) sind Tabletten zur Herstellung einer Lösung zum Einnehmen. Es sind nicht überzogene Tabletten oder Filmtabletten, welche vor der Anwendung in Wasser aufgelöst werden. Die Lösung kann durch  Hilfsstoffe, die bei der Herstellung der Tabletten eingesetzt werden, schwach getrübt sein. Laut Monographie in der Ph. Eur. 5. Ausgabe müssen Trinktabletten in Wasser von einer Temperatur zwischen 15 und 25 °C innerhalb von drei Minuten zerfallen.